# Adriano Pennino
Adriano Pennino (Napoli, 26 maggio 1961) è un musicista, arrangiatore e direttore d'orchestra italiano.

## Biografia
Già da giovane diventa session man per vari artisti. Negli anni 80 incontra Gino Paoli, col quale inizia un lungo sodalizio artistico: nel 1984 suona le tastiere in Averti addosso, mentre nel 1988 è l'arrangiatore de L'ufficio delle cose perdute.
Ha lavorato anche con Pino Daniele, Gigi D'Alessio, Anna Tatangelo, Gianluca Grignani, Renato Zero, e ha diretto spesso alcuni artisti in varie edizioni del Festival di Sanremo.